# Журавлёвка (Амурская область)
Журавлёвка — село в Архаринском районе Амурской области, входит в состав Касаткинского сельсовета.

## География
Село Журавлёвка стоит на берегу протоки Михайловская (левобережная протока Амура), в 20 км ниже устья реки Архара и села Михайловка, в пограничной зоне на российско-китайской границе.
Автомобильная дорога к селу Журавлёвка идёт от районного центра Архара вниз по левому берегу Архары и вниз по левому берегу Амура.
Расстояние до Архары — около 50 км.
От села Журавлёвка вниз по Амуру идёт дорога к сёлам Касаткино, Новопокровка и Сагибово.
Расстояние до административного центра Касаткинского сельсовета села Касаткино — 14 км.

## История
Село основано в 1922 году отрядом красноармейцев Забайкальского фронта, которым командовал Павел Журавлёв, в честь которого и был назван населённый пункт.

## Население
| 2002 | 2010 | 2012 | 2013 | 2014 | 2015 | 2016 |
| ---- | ---- | ---- | ---- | ---- | ---- | ---- |
| 276  | ↘208 | ↘203 | ↗206 | ↘189 | ↘184 | ↘181 |
| 2017 | 2018 |      |      |      |      |      |
| ↘170 | ↗171 |      |      |      |      |      |

## Улицы
В селе имеются две улицы: Молодёжная и Центральная.

## Экономика
Сельскохозяйственные предприятия Архаринского района.